# 守本正宏
守本 正宏（もりもと まさひろ、1966年4月6日 - ）は、日本の実業家、公認不正検査士。株式会社FRONTEO創業者・代表取締役社長CEO COO。

## 人物・経歴
大阪府豊中市生まれ。1985年大阪府立豊中高等学校卒業。宇宙飛行士になろうと考え防衛大学校に進学し、1989年同卒業、海上自衛官任官。在学中に視力が悪化したためパイロットや宇宙飛行士になることは断念した。1990年海上自衛隊幹部候補生学校卒業。1994年2等海尉を最後に退官。
1995年アプライドマテリアルズジャパン入社。製品事業部プロダクト責任者、マーケティングマネージャー、テクノロジーマネージャーを経て、2003年ユニバーサル・ビジネス・インキュベーターズ（のちのFRONTEO）を設立、同社代表取締役社長就任。ビッグデータ解析を用いた、国際訴訟対策事業を手掛け、公認不正検査士も取得。

## 著書
- 『実践コンピューター・フォレンジック : 「守り」から「攻め」への完全セキュリティ・システム』日本地域社会研究所 2004年
- 『ディスカバリ : カルテル、PL訴訟、特許訴訟 : 米国民事訴訟のディスカバリ対応から学ぶ、国際的法律問題を有利に解決する"ディスカバリ"の正しい知識』起業家大学出版 2012年
- 『日本企業のディスカバリ対策 : 世界と対等に戦うためのeディスカバリの正しい手順』グローバルトライ 2013年
- 『日本企業のディスカバリ対策 : 実践コスト・コントロール編』グローバルトライ 2015年